# Jan Boubli
Jan "Le Grand" Boubli est un dentiste français, joueur de poker amateur, connu pour avoir remporté l'EPT de Barcelone en 2005.

## Parcours au poker
À partir de 1996, Jan Boubli fréquente régulièrement l'Aviation Club de France où il joue en Cash game et en tournoi.
En juillet 2003, il termine 2e du WPT de Paris et gagne 178 600 €.
En septembre 2005, il remporte l'EPT de Barcelone et empoche 426 000 €.
En mai 2009, il finit 4e du Grand Prix de Paris et remporte 104 880 €.
En 2010, il donne des conseils de stratégies pour la Partouche Poker Académie.
Son dernier résultat sur le circuit professionnel date de novembre 2010.
Jan Boubli a gagné plus de 1,5 million de dollars cumulés en tournoi live. Il est le père de Ilan Boubli, également joueur de poker amateur.